# أبل فيرارا
أبل فيرارا (بالإنجليزية: Abel Ferrara)‏ هو كاتب سيناريو ومخرج وممثل أمريكي، ولد في 19 يوليو 1951 بنيويورك في الولايات المتحدة.

## أعمال

### أفلام
- (2009) الملازم السيئ ميناء الدعوة - نيو أورليانز[8]

## وصلات خارجية
- أبل فيرارا على موقع IMDb (الإنجليزية)
- أبل فيرارا على موقع روتن توميتوز (الإنجليزية)
- أبل فيرارا على موقع مونزينجر (الألمانية)
- أبل فيرارا على موقع ألو سيني (الفرنسية)
- أبل فيرارا على موقع ميوزك برينز (الإنجليزية)
- أبل فيرارا على موقع تيرنر كلاسيك موفيز (الإنجليزية)
- أبل فيرارا على موقع أول موفي (الإنجليزية)
- أبل فيرارا على موقع قاعدة بيانات الأفلام السويدية (السويدية)
- أبل فيرارا على موقع إن إن دي بي (الإنجليزية)
- أبل فيرارا على موقع ديسكوغز (الإنجليزية)